# Passiflora ambigua
Passiflora ambigua är en passionsblomsväxtart som beskrevs av William Botting Hemsley och Joseph Dalton Hooker. Passiflora ambigua ingår i släktet passionsblommor, och familjen passionsblomsväxter. Inga underarter finns listade i Catalogue of Life.

## Bildgalleri

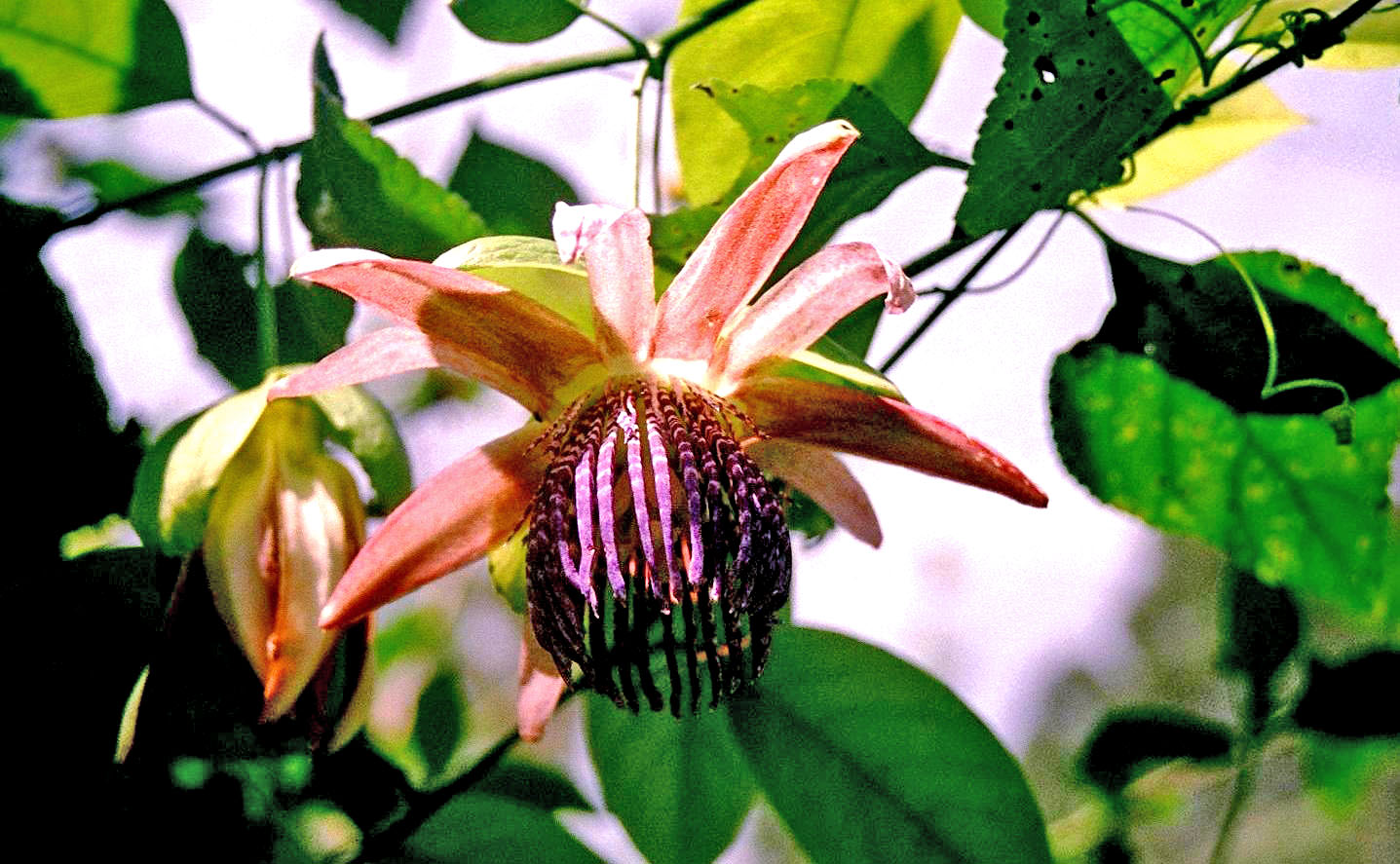